# Dicranomyia (Nealexandriaria) carneotincta
Dicranomyia (Nealexandriaria) carneotincta is een tweevleugelige uit de familie steltmuggen (Limoniidae). De soort komt voor in het Oriëntaals gebied.